# 38 Рака
38 Рака (лат. 38 Cancri) — пульсирующая переменная звезда типа δ Щита, находящаяся в созвездии Рака. Удалена от Земли на 531 световых год и имеет видимую звёздную величину +6.66, то есть нельзя увидеть невооружённым глазом, но можно заметить в бинокль. Это горячий жёлто-белый гигант спектрального класса F.

## Характеристики
Звезда имеет массу, превышающую солнечную в 2.9 раза, радиус — в 4.2 раза больше солнечного радиуса. Светимость составляет 49 Солнц, температура поверхности составляет около 7450 Кельвинов. 38 Рака удаляется от Земли со скоростью 31 км/с

## Исследования
По этой звезде проводились следующие исследования:
- Variability of the Delta Scuti Star 38 Cancri